# Famille de Stalle
La famille de (ou van) Stalle est une ancienne famille de la noblesse du duché de Brabant.

## Histoire

### Seigneurie de Stalle
La première mention des seigneurs de Stalle date du XIIe siècle. Les premiers seigneurs hauts-justiciers  furent :
- I. Henri de Stalle, chevalier, qui décéda avant 1357 ;
- II. Florent de Stalle, son fils, échevin de Bruxelles en 1319 et chevalier. Il avait épousé Dame Aleyde ;
- III. Florent de Stalle, chevalier et échevin de Bruxelles en 1357, membre des Lignages de Bruxelles.

### Chapelle de Stalle
Cette chapelle fut fondée par le chevalier Florent de Stalle et son frère Daniel qui la dotèrent de terres en 1369.